# Forte de Touros
O Forte de Touros localizava-se junto à foz do rio Carnaubinha, atual cidade de Touros, no litoral do estado brasileiro do Rio Grande do Norte.

## História
No contexto da Guerra Peninsular na Europa, pelo Aviso de 7 de Outubro de 1807 a Coroa portuguesa solicitou ao Governador da Capitania do Rio Grande do Norte, Tenente-coronel José Francisco de Paula Cavalcanti de Albuquerque, informações do que convinha fazer para a defesa daquela Capitania. A resposta, em um detalhado Memorial ("Memória relativa à defesa da Capitania do Rio Grande do Norte (...)", pelo seu Governador Francisco José de Paula Cavalcanti de Albuquerque, datada de 30 de Maio de 1808), converteu-se em diversas fortificações ligeiras, erguidas no ano seguinte (1808), concomitantes com a chegada da Família Real Portuguesa ao Brasil. Este forte, entretanto, não se encontra referido na referia "Memória".
SOUSA (1885) refere que estava desarmado de há muito, e certamente arruinada à época (1885) (op. cit., p. 77), restando vestígios de seus muros (op. cit., p. 36).
GARRIDO (1940) refere que duas ou três peças de ferro da sua artilharia jaziam abandonadas (op. cit., p. 47) no local.